# 't Hooge

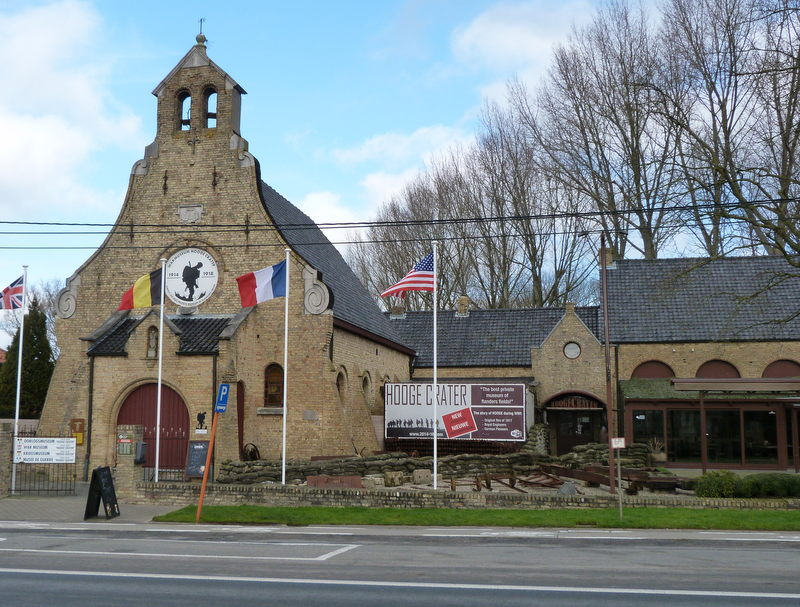
Kapel van Zillebeke, nu museum

 't Hooge is een gehucht nabij de tot de West-Vlaamse gemeente Ieper behorende plaats Zillebeke, gelegen langs de Meenseweg.
Het gehucht ligt in de nabijheid van het Kasteel 't Hooge, waarvan de geschiedenis teruggaat tot het vierde kwart van de 15e eeuw.
Het gehucht ontwikkelde zich vanuit een aantal huisjes voor het personeel van het kasteel. Voor de Eerste Wereldoorlog was er een smidse, een broodbakkerij, een wagenmakerij, twee herbergen, twee hoeven en enkele arbeidershuisjes.
Tijdens de oorlog werd het gehucht verwoest. Na deze oorlog werd omstreeks 1930 een kapel en een schooltje gebouwd. In de kapel is sinds 1993 het Hooge Crater Museum gevestigd. In de omgeving van 't Hooge zijn tal van oorlogsmonumenten en andere herinneringen aan de oorlog te vinden, zoals het Hooge Crater Cemetery. In het Drieblotenbos, onderdeel van de Gasthuisbossen ten zuiden van 't Hooge, zijn nog mijnkraters en andere overblijfselen uit de oorlog te vinden.
Ten oosten van het gehucht vindt men het Polygoonbos.
In 1954 werd bij 't Hooge het themapark Bellewaerde opgericht.